# شبگرد خال‌دار
شبگرد خال‌دار (نام علمی: Eurostopodus argus) نام یک گونه از سرده شبگرد گوش‌دار است.